# Rezervația forestieră Dobreni
Rezervația forestieră Dobreni este o arie protejată de interes național ce corespunde categoriei a IV-a IUCN (rezervație naturală de tip forestier), situată în județul Neamț, pe teritoriul administrativ al comunei Dobreni. Este cunoscută și ca Pădurea de Argint Dobreni

## Localizare și acces
Aria naturală este localizată în partea centrală a județului Neamț și cea nordică a orașului Piatra Neamț la o altitudine de 500 m în dealurile subcarpatice din vestul depresiunii Cracău - Bistrița, în dreapta DN15C Piatra Neamț - Târgu Neamț și a pârâului Almaș.

## Descriere
Este o zonă de interes forestier și peisagistic cu o suprafață de 37 hectare ce a fost declarată arie protejată prin Legea nr.5 din 6 martie 2000 (privind aprobarea Planului de amenajare a teritoriului național - Secțiunea a III-a - zone protejate) și reprezintă o zonă împădurită cu rol de protecție pentru specii arboricole de mesteacăn (Betula pendula).

## Obiective turistice în vecinătate
- Mănăstirea Almaș
- Biserica de lemn, Sărata-Dobreni
- Biserica de lemn, Cășăria-Dobreni
- Biserica de lemn Sfântul Ioan Botezătorul, Gura Văii-Girov
- Biserica de lemn Sfinții Arhangheli Mihail și Gavriil, Gura Văii-Girov
- Biserica de lemn Sfântul Ioan Bogoslov, Corni-Bodești
- Mănăstirea Sfântul Vasile cel Mare - Comuna Bodești
- Mănăstirea Brădițel - Comuna Bodești
- Mănăstirea Dumbrăvele- Comuna Bodești

## Galerie

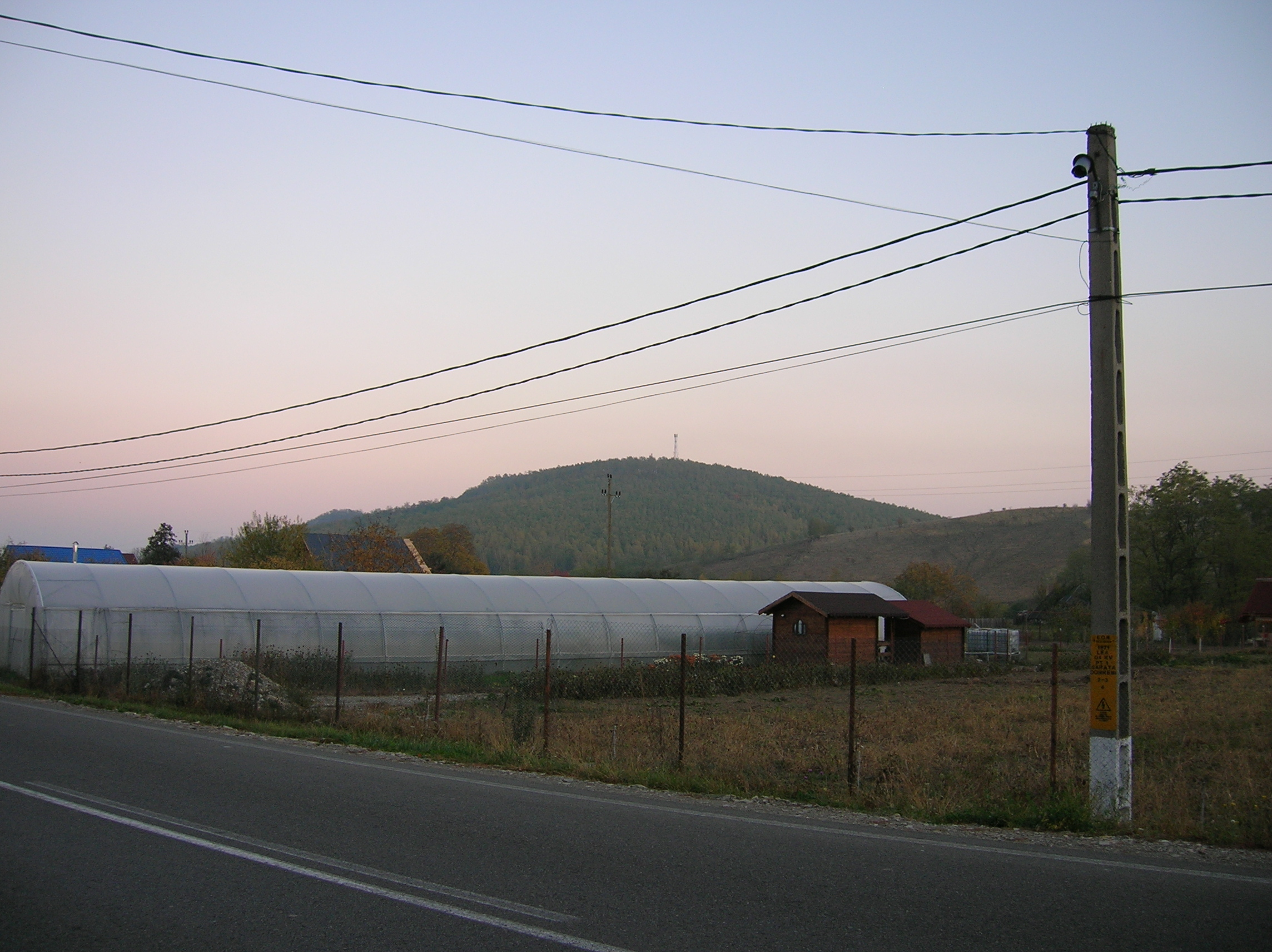
Dealul rezervaţiei privit dinspre DN15C
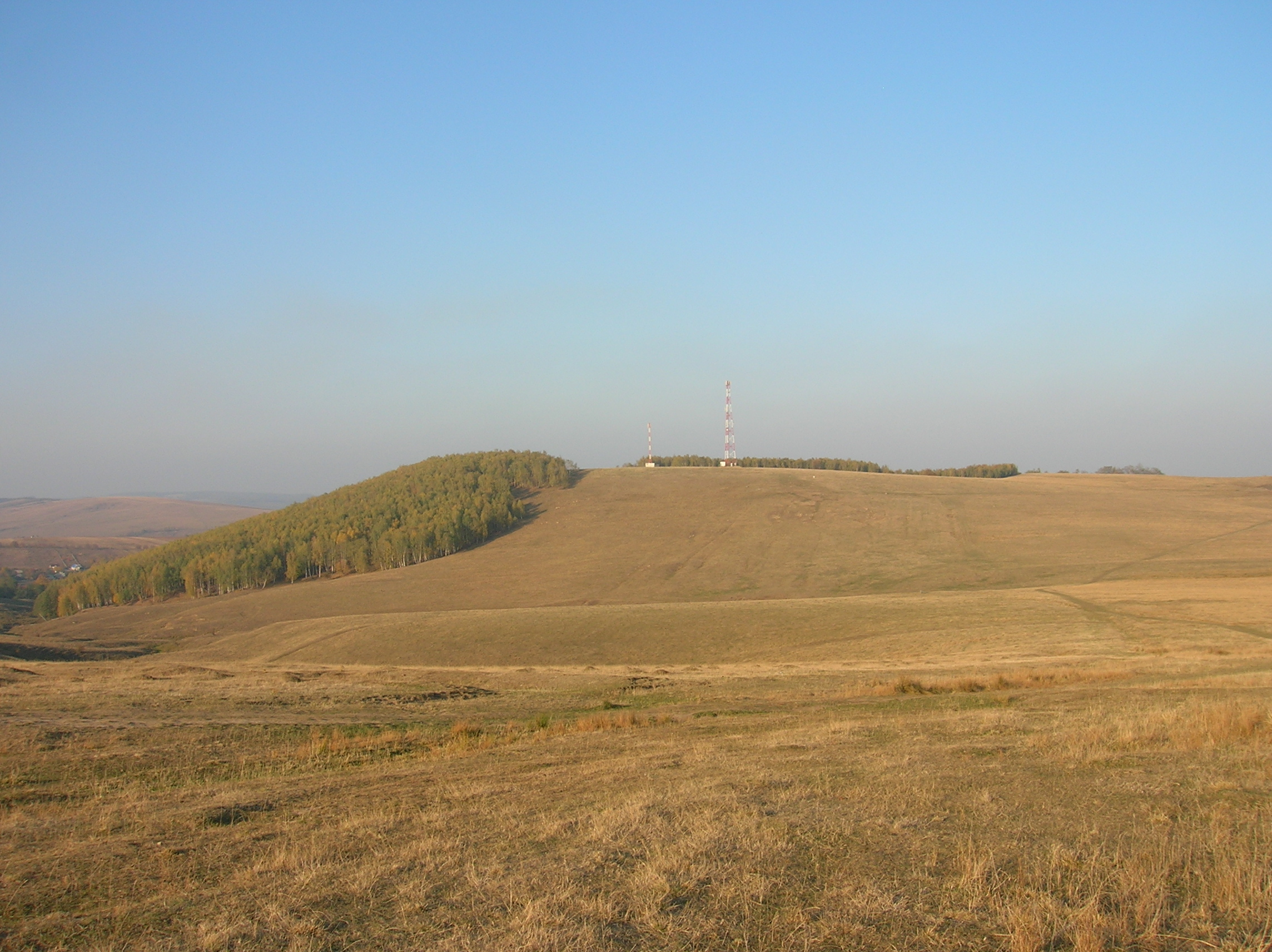
Culmea superioară a rezervaţiei privită dinspre şeaua care duce la Dealul Balaurului
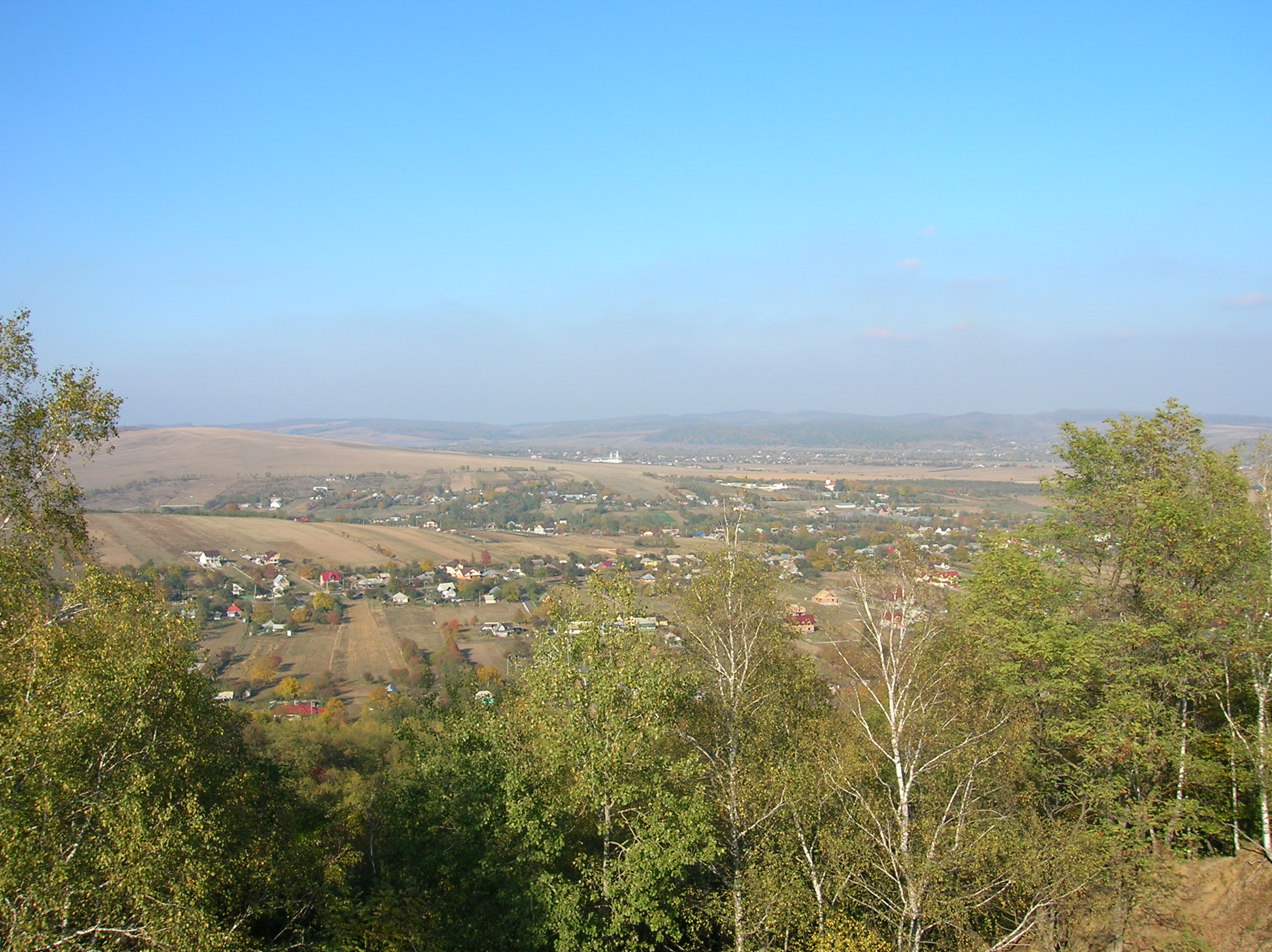
Spre Dobreni (în planul II) şi Mănăstirea Sfântul Vasile (planul III) de pe culmea dealului rezervaţiei
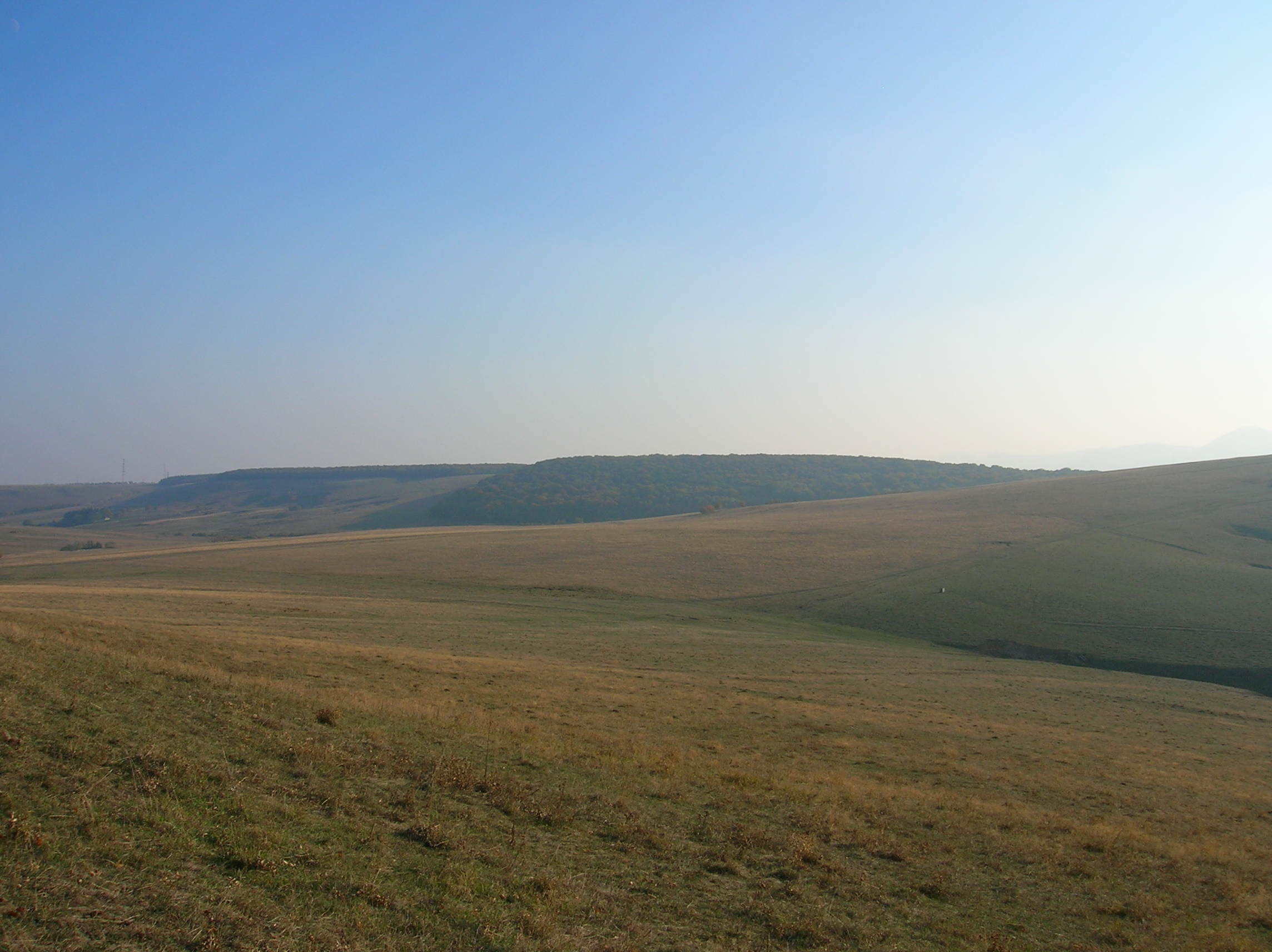
Dealul Balaurului privit dinspre rezervaţie
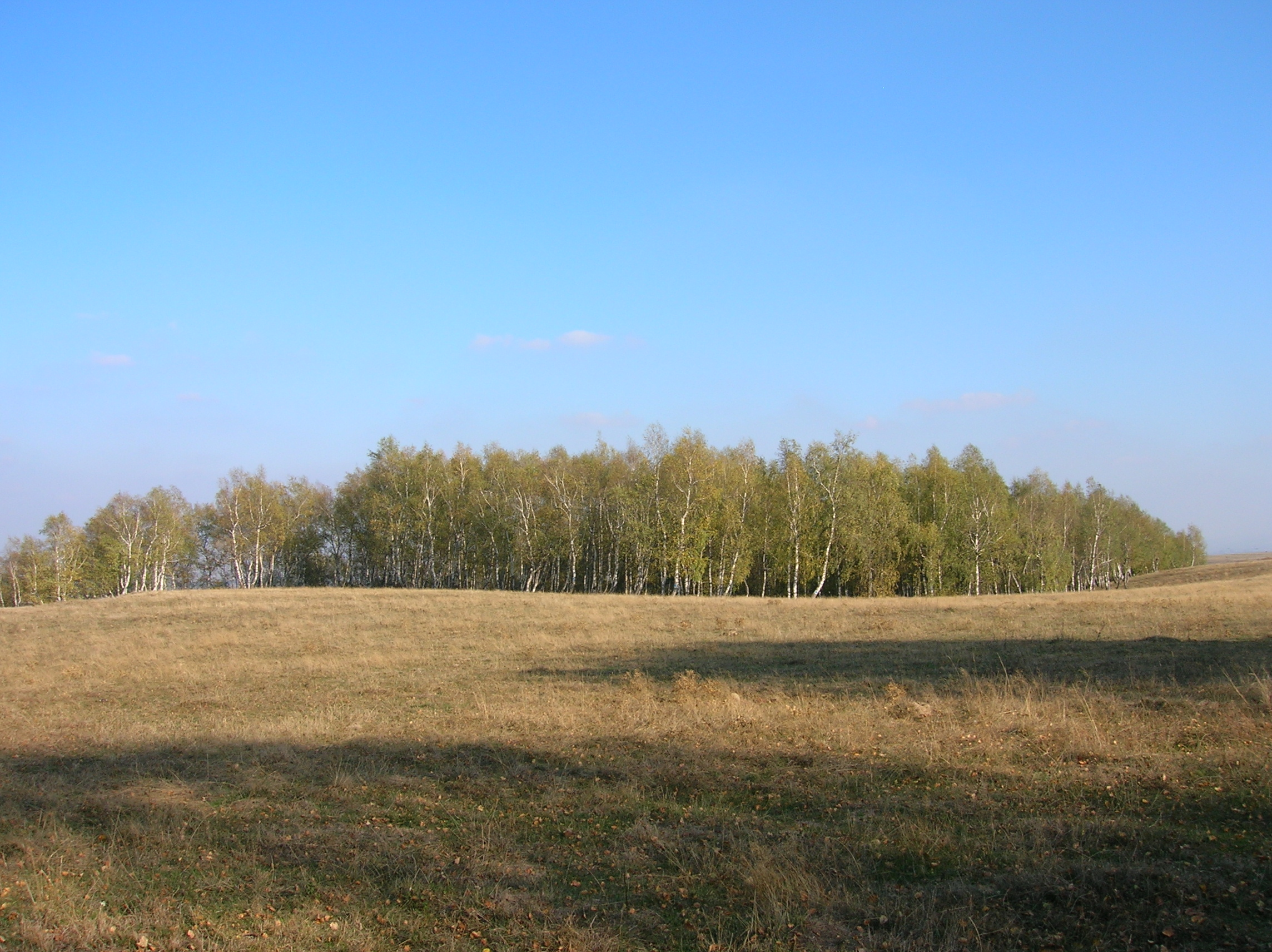
În urcare spre Pădurea de Argint Dobreni
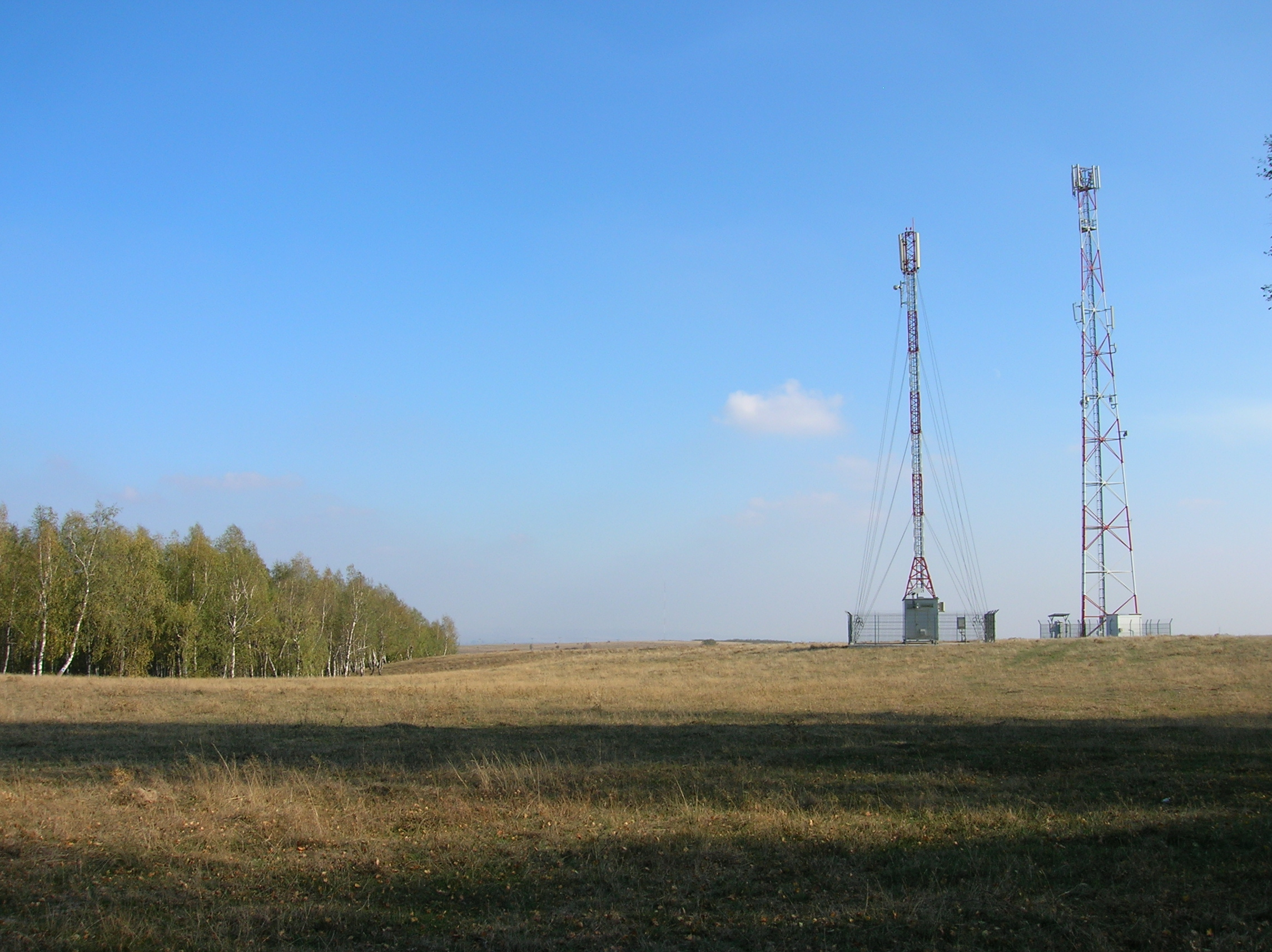
Releele de lângă Pădurea de Argint Dobreni
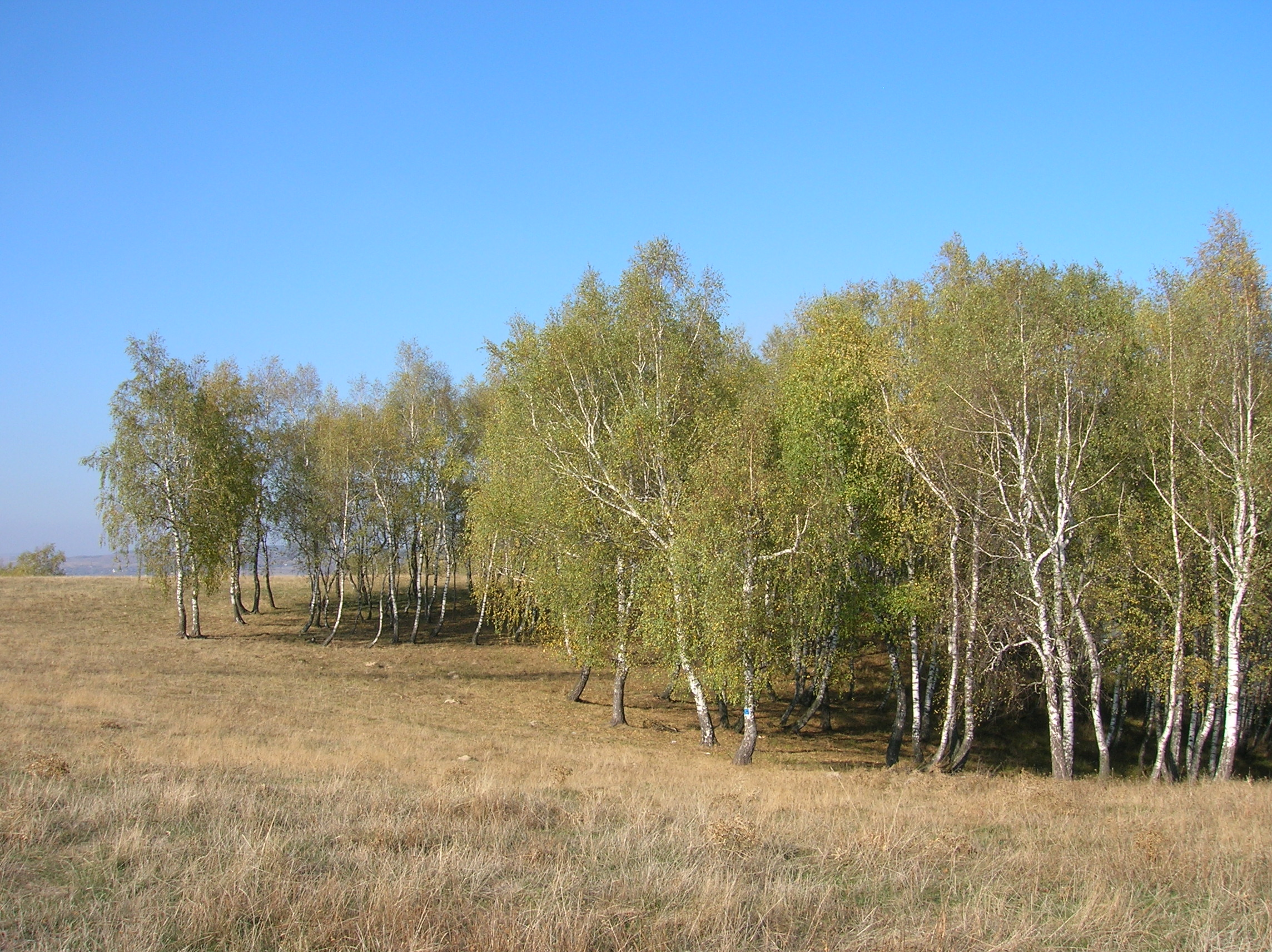
Pădurea de Argint Dobreni-detaliu
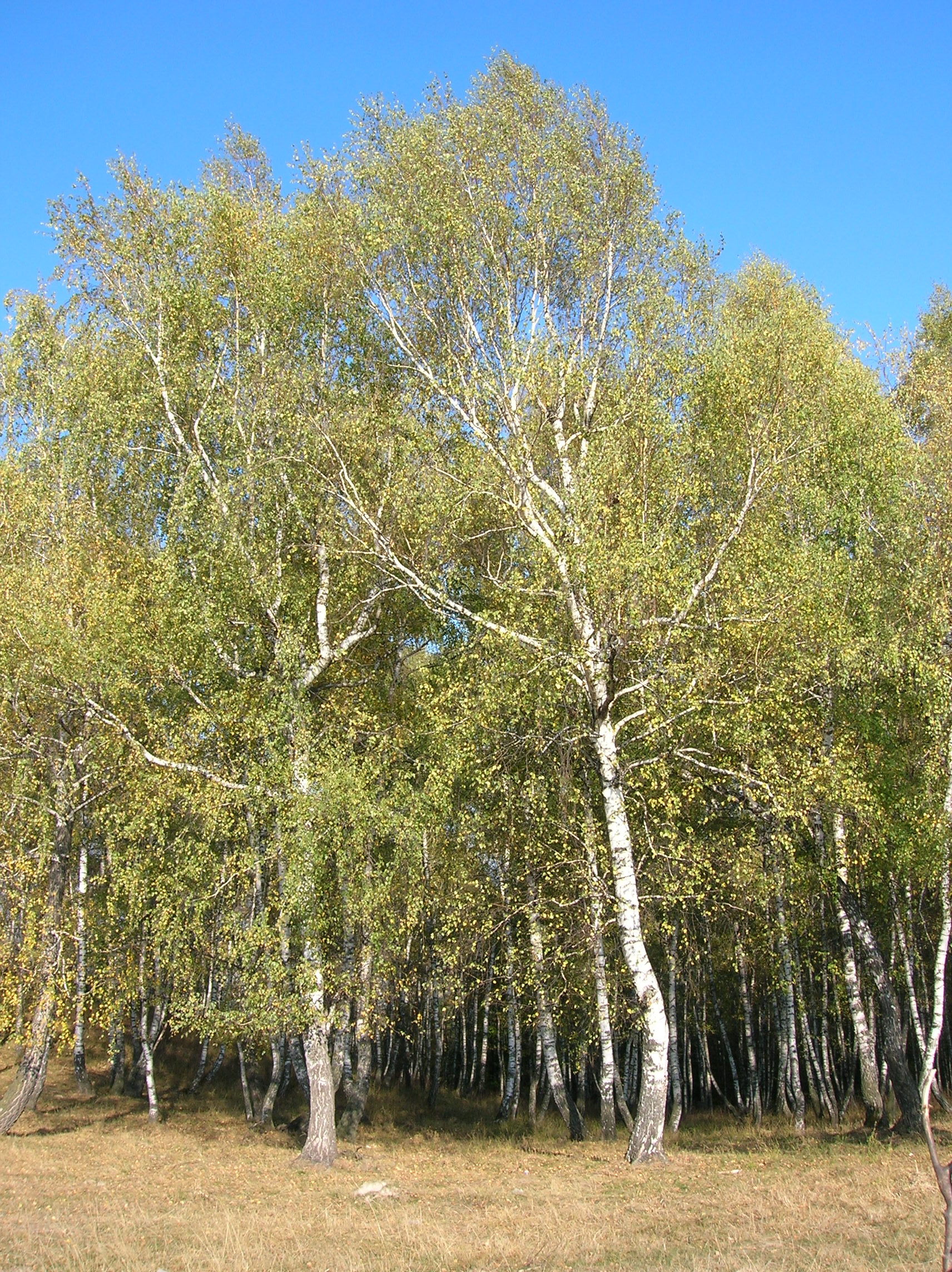
Pădurea de Argint Dobreni-detaliu
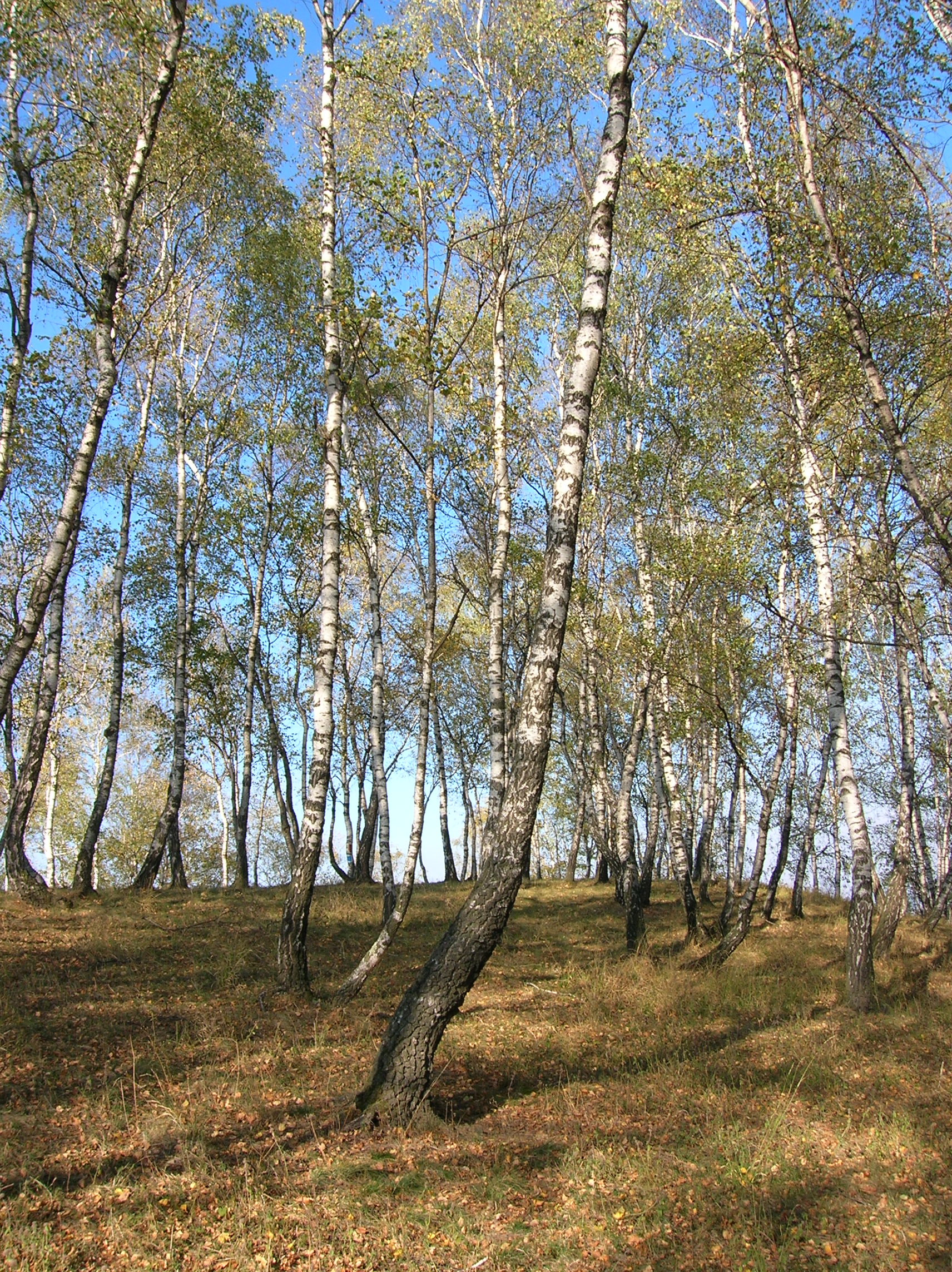
Pădurea de Argint Dobreni-detaliu
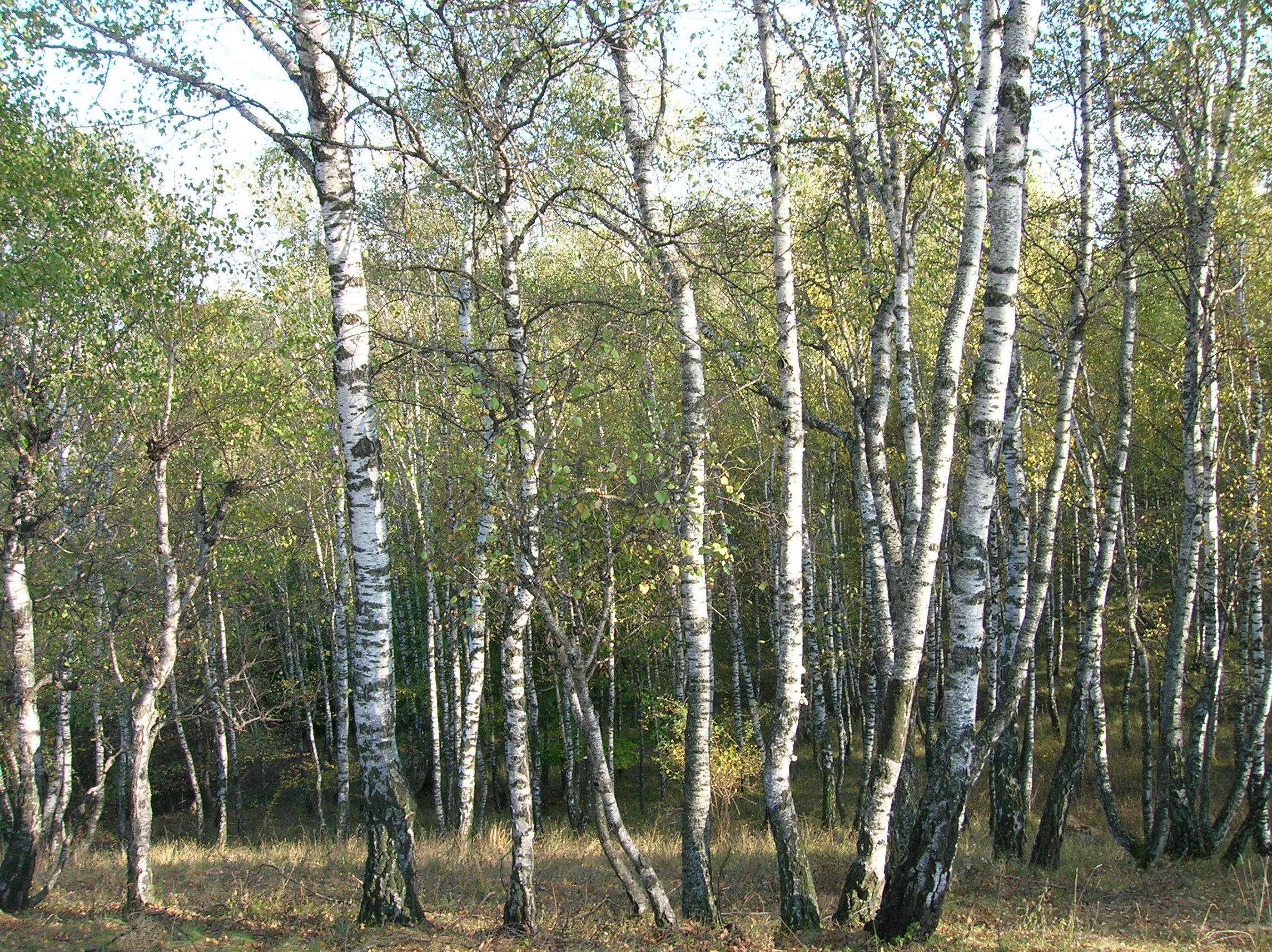
Pădurea de Argint Dobreni-detaliu
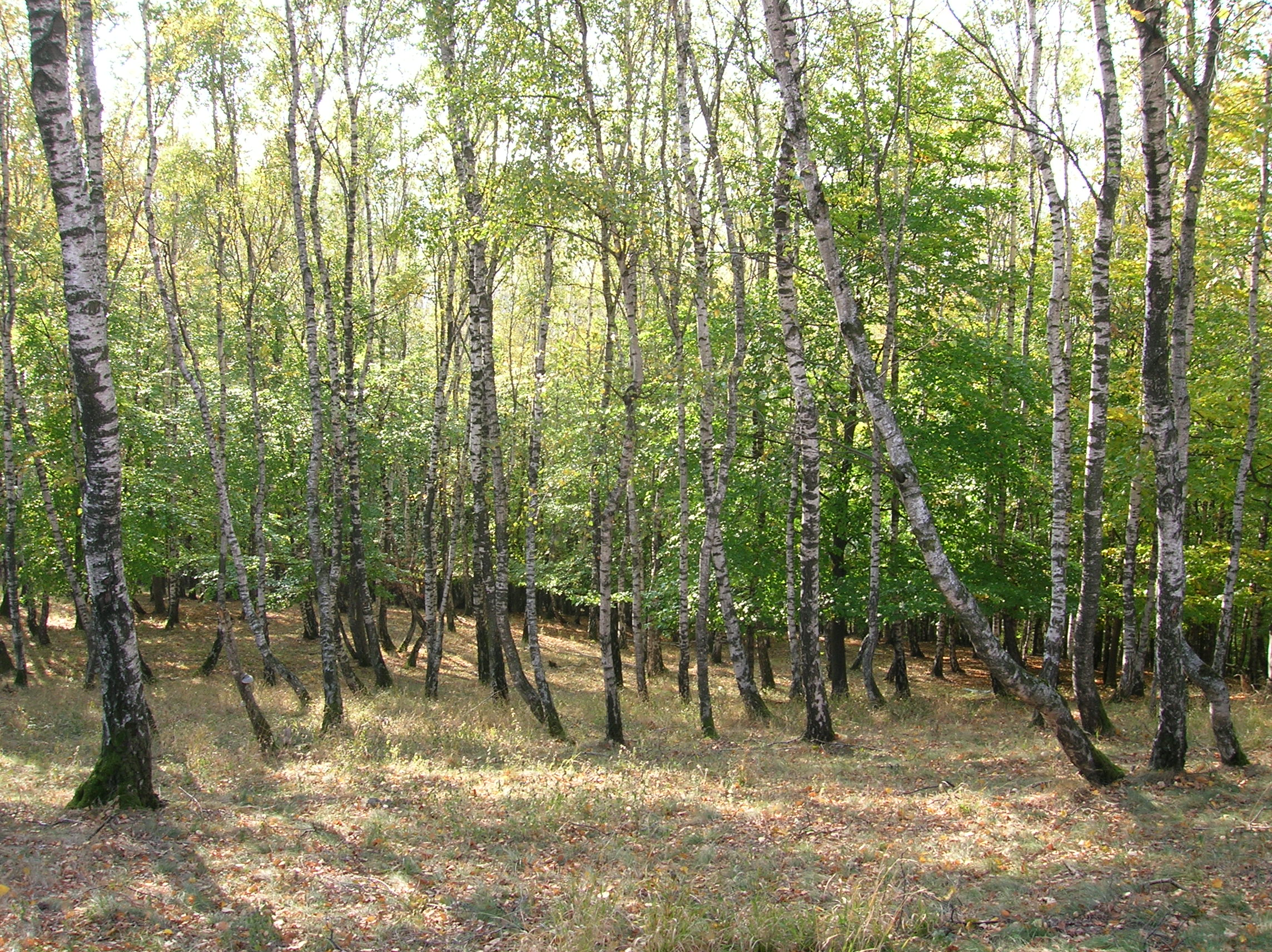
Pădurea de Argint Dobreni-detaliu
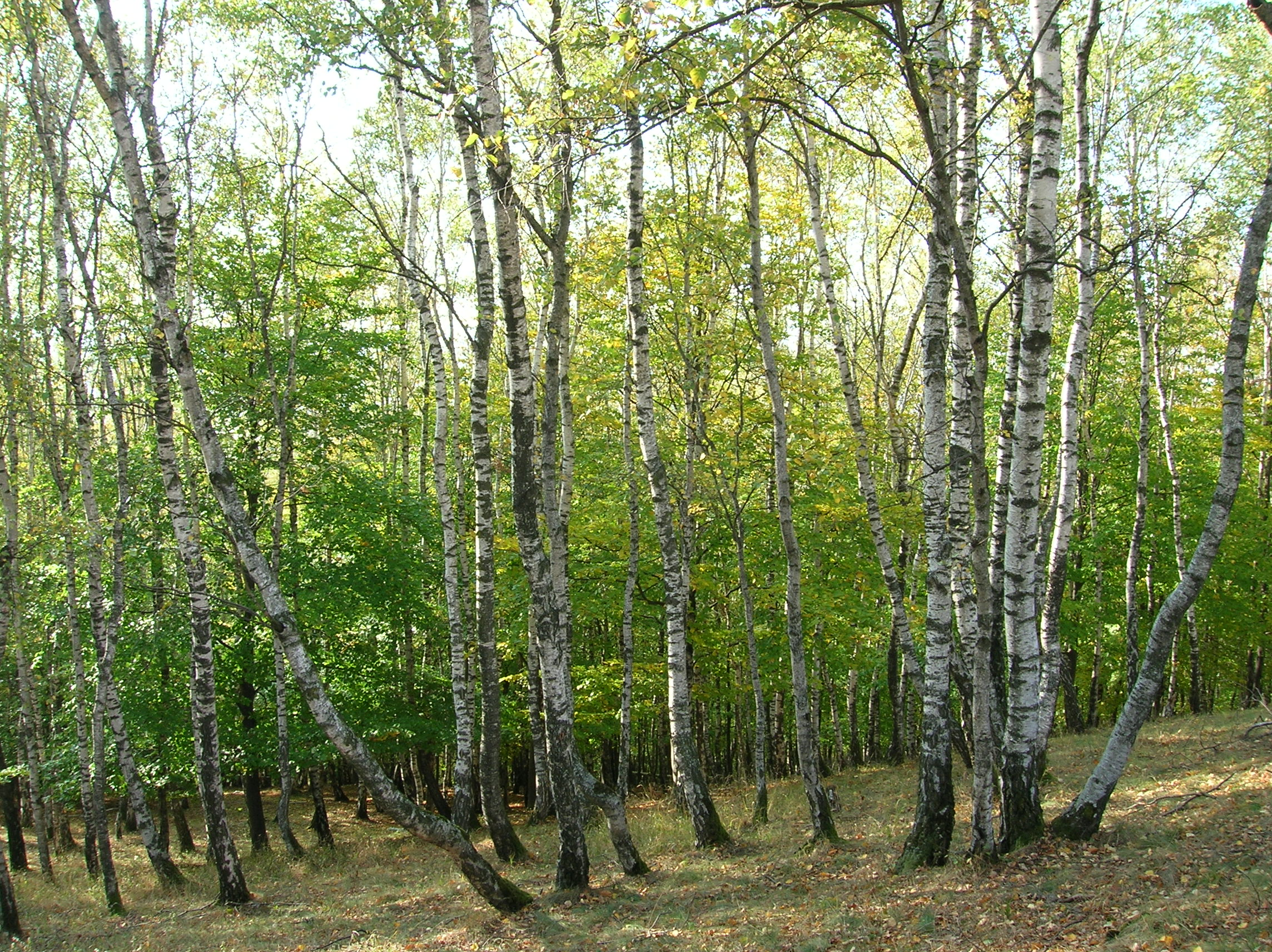
Pădurea de Argint Dobreni-detaliu
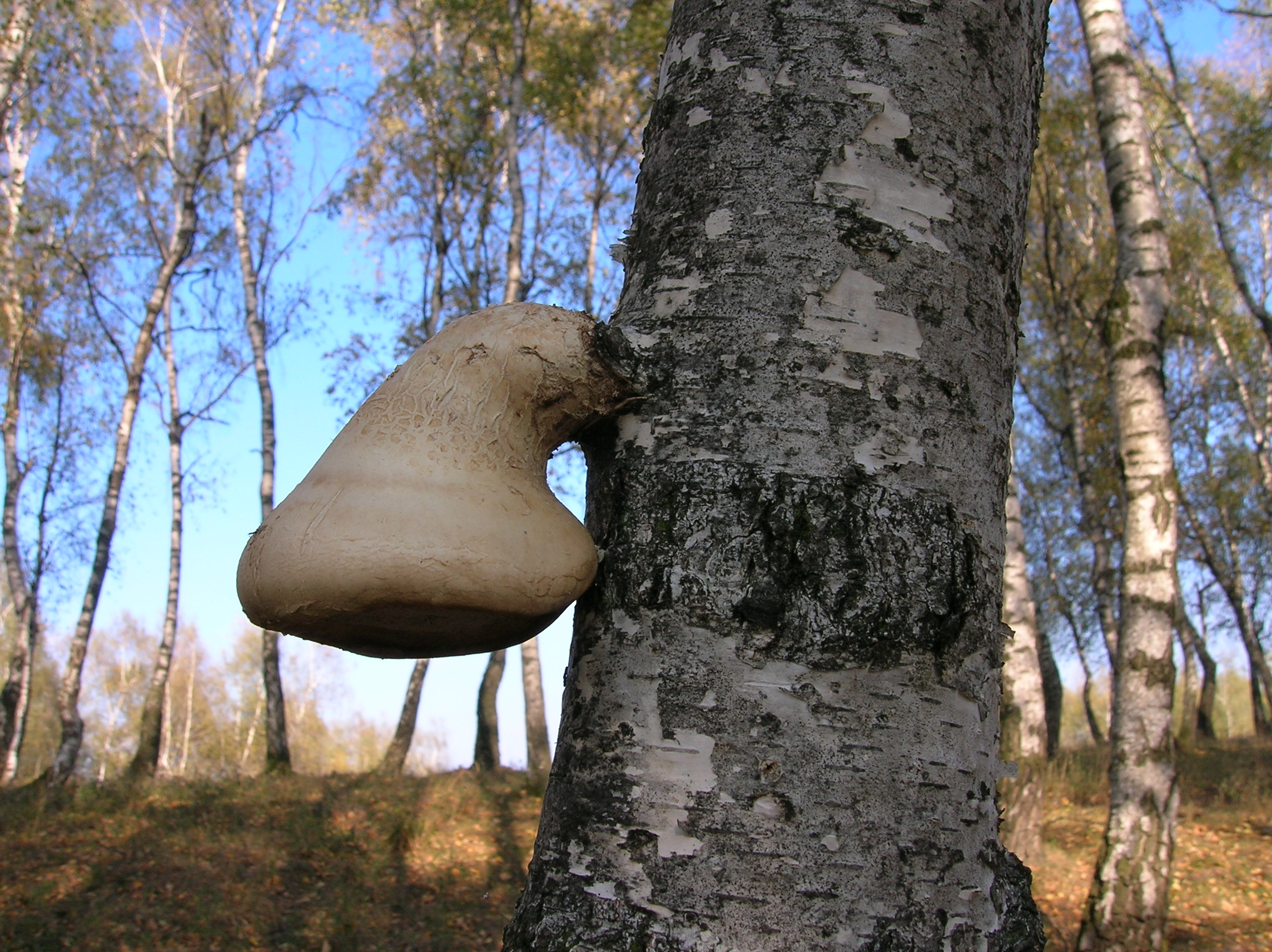
Pădurea de Argint Dobreni-detaliu
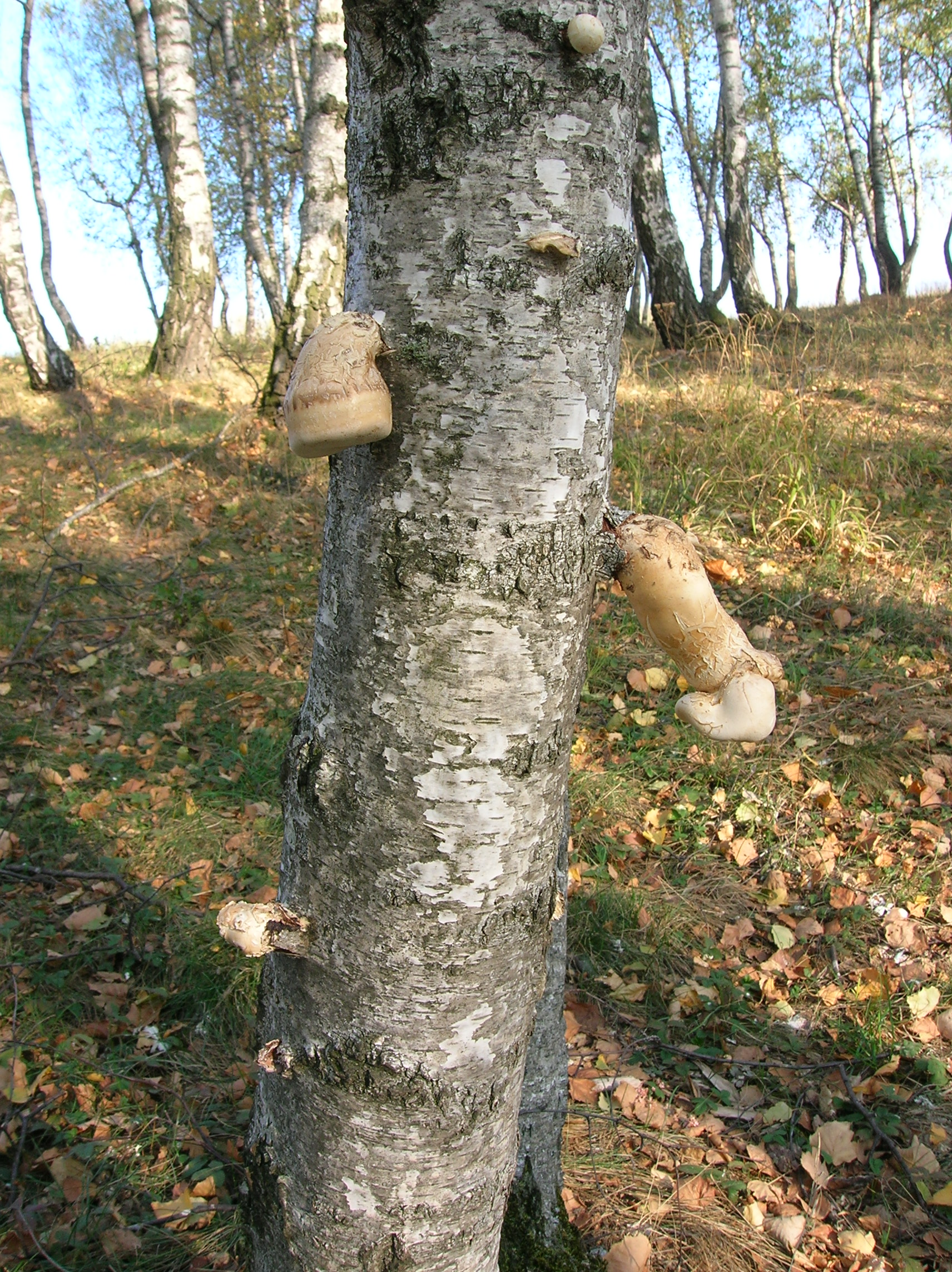
Pădurea de Argint Dobreni-detaliu